# 阿本托伊尔
阿本托伊尔是德国莱茵兰-普法尔茨州的一个市镇。总面积6.12平方公里，总人口441人，其中男性218人，女性223人（2011年12月31日），人口密度72人/平方公里。